# Alina Hejnowicz
Alina Hejnowicz (ur. 6 sierpnia 1926 w Głębokim, zm. 29 października 2010) – botanik, doc. dr hab. w Instytucie Dendrologii Polskiej Akademii Nauk, znawczyni anatomii drzew.

## Życiorys

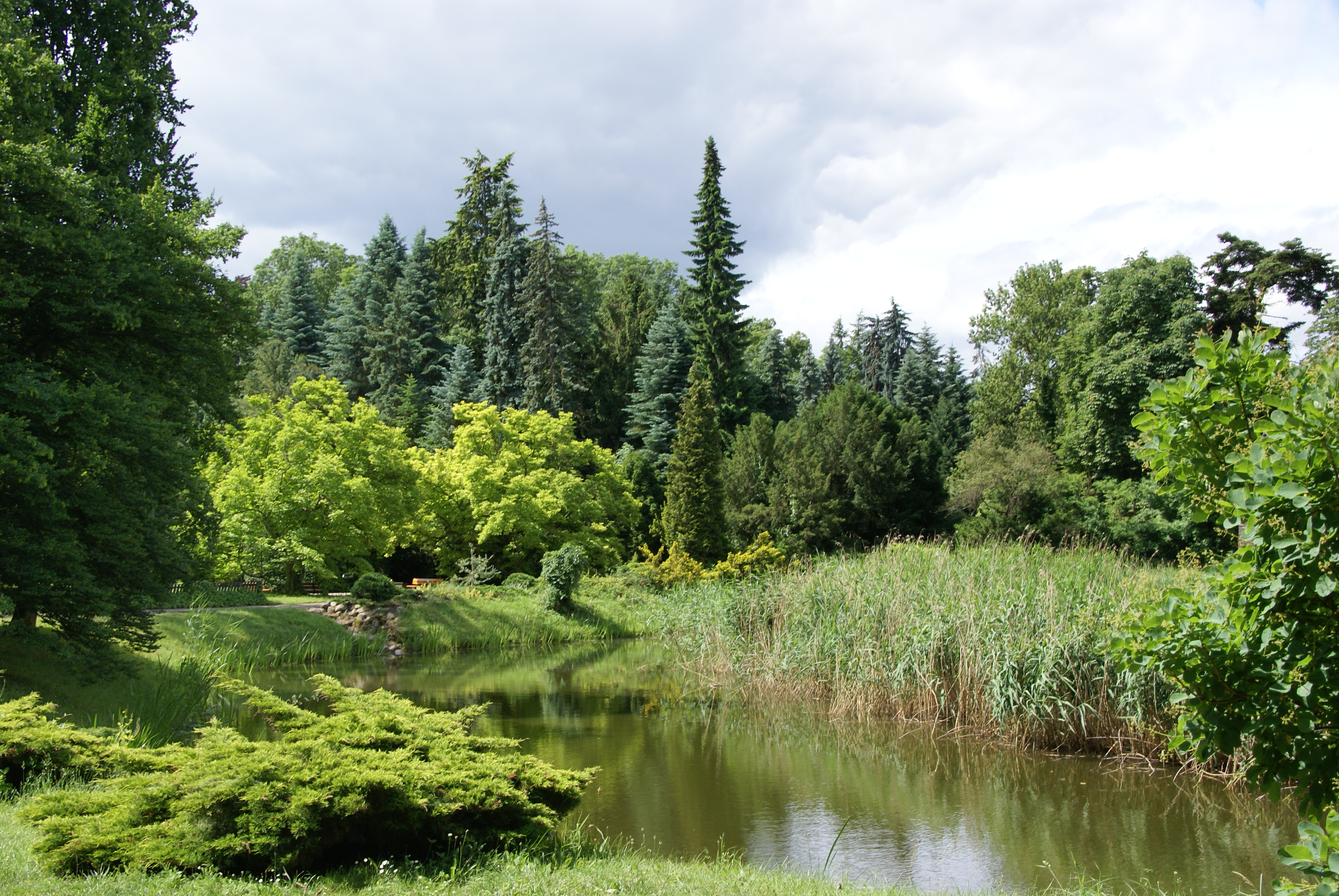
Arboretum w Kórniku

Urodziła się w miejscowości Głębokie 6 sierpnia 1926 jako córka Michała Ostaszewskiego i Klementyny Buławskiej. Należała do pokolenia kresowian, którzy doświadczyli kolejnych okupacji: najpierw sowieckiej w latach 1939–1941, potem niemieckiej w latach 1941–1945 i znów sowieckiej, zakończonej wysiedleniem na tzw. Ziemie Odzyskane. Jej ojciec, Michał Ostaszewski (ur. 1900 Kantorówka), aresztowany w 1944, umarł na zesłaniu w łagrze sowieckim. 19 lutego 1954 (jego rodzina pochodziła z Podola).
W lipcu 1945 roku wraz z rodziną wyjechała z Wileńszczyzny i osiedliła się w Sopocie.

## Kariera naukowa
W 1946 podjęła studia, początkowo na Uniwersytecie Toruńskim na Wydziale Matematyczno-Przyrodniczym, następnie na Wydziale Przyrodniczym Uniwersytetu Wrocławskiego, które ukończyła w 1952. W 1955 podjęła pracę w Zakładzie Dendrologii i Pomologii Polskiej Akademii Nauk w Kórniku, gdzie stworzyła od podstaw jedyną wówczas w Polsce pracownię zajmująca się zagadnieniami z zakresu anatomii rozwojowej drewna.
W 1964 uzyskała stopień doktora nauk przyrodniczych na Uniwersytecie Warszawskim. Po doktoracie kontynuowała badania anatomiczne nad drewnem różnych gatunków drzew. Jednym z najbardziej znanych osiągnięć naukowych Aliny Hejnowicz z tego okresu stała się opracowana przez nią oryginalna metoda rozróżniania drewna modrzewia i świerka, która okazała się niezwykle przydatną w archeologii i paleobotanice. Po przeprowadzeniu habilitacji w 1983 Rada Wydziału Biologii i Nauk o Ziemi Uniwersytetu im. Adama Mickiewicza w Poznaniu nadała jej stopień doktora habilitowanego nauk przyrodniczych w zakresie botaniki. W 1986 została powołana na stanowisko docenta i przeszła wraz z kierowaną przez siebie Pracownią do Zakładu Genetyki Drzew. Była autorem rozpraw naukowych.

## Członkostwo
Była członkiem Polskiego Towarzystwa Botanicznego.

## Odznaczenia
Za osiągnięcia naukowe została odznaczona Złotym Krzyżem Zasługi (1975).